# 哈吉拉區
32°37′N 5°31′E / 32.617°N 5.517°E
哈吉拉區（阿拉伯语：‎），是阿爾及利亞的行政區，位於該國東部，由瓦爾格拉省負責管轄，首府設於哈吉拉，面積9,048平方公里，1998年人口19,311，人口密度每平方公里2人。